# Vivian (Louisiana)
Vivian és una població dels Estats Units a l'estat de Louisiana. Segons el cens del 2000 tenia 4.031 habitants.

## Demografia
Segons el cens del 2000, Vivian tenia 4.031 habitants, 1.569 habitatges, i 1.019 famílies. La densitat de població era de 302,2 habitants/km².
Dels 1.569 habitatges en un 32,3% hi vivien nens de menys de 18 anys, en un 42,2% hi vivien parelles casades, en un 19,4% dones solteres, i en un 35% no eren unitats familiars. En el 31,7% dels habitatges hi vivien persones soles el 17% de les quals corresponia a persones de 65 anys o més que vivien soles. El nombre mitjà de persones vivint en cada habitatge era de 2,51 i el nombre mitjà de persones que vivien en cada família era de 3,16.
Per edats la població es repartia de la següent manera: un 29,9% tenia menys de 18 anys, un 8,4% entre 18 i 24, un 23,6% entre 25 i 44, un 19,9% de 45 a 60 i un 18,2% 65 anys o més.
L'edat mediana era de 36 anys. Per cada 100 dones de 18 o més anys hi havia 74,9 homes.
La renda mediana per habitatge era de 23.800 $ i la renda mediana per família de 29.867 $. Els homes tenien una renda mediana de 26.844 $ mentre que les dones 17.500 $. La renda per capita de la població era de 13.267 $. Entorn del 21,4% de les famílies i el 26,2% de la població estaven per davall del llindar de pobresa.

## Poblacions més properes
El següent diagrama mostra les poblacions més properes.